# Splatterhouse (jeu vidéo, 2010)
Splatterhouse est un jeu vidéo, de type beat them all, édité et développé par Namco Bandai Games, sorti le 26 novembre 2010 sur PlayStation 3 et Xbox 360. C'est le remake du jeu original Splatterhouse, sorti en 1988. Comme le reste de la série, ce jeu est un mélange de beat them all et de survival horror.

## Synopsis
L'histoire est la même que celle de Splatterhouse, premier du nom :
Le joueur prend le contrôle de Rick, un étudiant en parapsychologie qui est parti avec sa fiancée Jennifer à la recherche du Docteur West, son idole.
Alors qu'ils entrent tous deux dans le manoir du Docteur (le West Manor), alors que l'orage gronde, Jennifer disparait et Rick meurt. C'est alors qu'un ancien masque sacrificiel Aztèque, connu sous le nom de « Terror Mask », qui faisait vraisemblablement partie de la collection privée d'objets étranges du Dr West, le ressuscite.
Rick, de nouveau en vie, va devoir affronter les dangers du manoir et tenter de sauver sa bien-aimée.